# Mickaël Nelson
Mickaël Nelson (* 2. Februar 1990 in Marseille) ist ein französischer Fußballspieler.

## Karriere
Mickaël Nelsons Eltern stammen von der Insel Réunion. Er selbst wurde in Marseille geboren und spielte dort in seiner Jugend ab dem Alter von sieben Jahren beim Sport Club Caillols. Ab 2004 gehörte er dem HSC Montpellier an. Er war Kapitän der U-19-Mannschaft, die 2009 den Coupe Gambardella, den Pokalwettbewerb der französischen A-Jugendmannschaften, gewann. Außerdem war er Juniorennationalspieler Frankreichs von der U 17 bis zur U 19 und nahm an der U-17-Weltmeisterschaft in Korea und der U-19-Europameisterschaft in der Ukraine teil.
Bereits 2008 war er am Saisonende zu seinem ersten Kurzeinsatz in der ersten Mannschaft des HSC in der zweiten Liga Frankreichs gekommen. Im Jahr darauf stieg das Team in die erste Liga auf, aber Nelson gelang es weder in diesem noch in den folgenden Jahren, bei den Profis Fuß zu fassen.
Der vielseitige Defensivspieler wechselte 2011 in die dritte deutsche Liga zum SV Babelsberg 03 als Verstärkung für die rechte Abwehrseite. Bereits am ersten Spieltag der Saison 2011/12 kam er über 90 Minuten zum Einsatz. Am zweiten Spieltag erzielte er kurz nach seiner Einwechslung sein erstes Tor im deutschen Profifußball mit dem 3:0 gegen Rot-Weiß Erfurt. Nach der Saison kehrte er nach Frankreich zurück.

## Erfolge
- Gewinn des Coupe Gambardella 2009 mit der U19 des HSC Montpellier